# Dani Theunissen
Dani Theunissen (Arnhem, 20 december 1999) is een Nederlands professioneel voetballer, die bij voorkeur als buitenspeler uitkomt. 

## Clubcarrière
Theunissen begon met voetbal bij ESA Rijkerswoerd, waar ook oud-NEC'ers Jay-Roy Grot en Ferdi Kadıoğlu begonnen. In 2013 ging hij voetballen voor N.E.C./FC Oss onder 17. In het seizoen 2017/18, toen Theunissen bij N.E.C. onder 19 speelde, werd hij door afwezigheid van onder meer Ferdi Kadıoğlu en Mohamed Rayhi toegevoegd aan de wedstrijdselectie van N.E.C. voor het duel met FC Eindhoven. In de 83'ste minuut, bij een 2-1 stand, werd hij door trainer Adrie Bogers ingebracht voor Jordan Larsson. Van 2018 tot 2020 speelde Theunissen voor Jong N.E.C. waarna zijn contract afliep. In de zomer van 2020 liep hij stage bij FC Eindhoven en speelde voor Team VVCS. In september 2020 sloot hij op amateurbasis aan bij Helmond Sport. In oktober 2020 kreeg hij een kruisbandblessure waarmee zijn seizoen afgelopen was. Vanaf maart 2022 trainde hij weer mee bij Helmond Sport. In de zomer van 2022 speelde hij bij Team VVCS.Theunissen sloot in februari 2023 aan bij UDI '19, uitkomend in de Derde divisie. In 2024 ging hij naar MASV.

## Clubstatistieken
| Seizoen | Club          | Competitie     | Competitie | Competitie | Beker | Beker | Internationaal | Internationaal | Overig | Overig | Totaal | Totaal |
| Seizoen | Club          | Competitie     | Wed.       | Dlp.       | Wed.  | Dlp.  | Wed.           | Dlp.           | Wed.   | Dlp.   | Wed.   | Dlp.   |
| ------- | ------------- | -------------- | ---------- | ---------- | ----- | ----- | -------------- | -------------- | ------ | ------ | ------ | ------ |
| 2017/18 | N.E.C.        | Eerste divisie | 1          | 0          | 0     | 0     | —              | —              | 0      | 0      | 1      | 0      |
| 2018/19 | N.E.C.        | Eerste divisie | 0          | 0          | 0     | 0     | —              | —              | 0      | 0      | 0      | 0      |
| 2019/20 | N.E.C.        | Eerste divisie | 0          | 0          | 0     | 0     | —              | —              | 0      | 0      | 0      | 0      |
| 2020/21 | Helmond Sport | Eerste divisie | 2          | 0          | 0     | 0     | —              | —              | 0      | 0      | 2      | 0      |
| Totaal  | Totaal        | Totaal         | 3          | 0          | 0     | 0     | 0              | 0              | 0      | 0      | 3      | 0      |

Bijgewerkt op 28 januari 2021 